# オクタン
オクタン (octane) は炭素を8個持つ飽和炭化水素の呼称である。石油（あるいはそれを分留したガソリン）中に含まれる。18種類の構造異性体が存在し、立体異性体までを考慮すると24種類になる。
IUPAC命名法によるオクタンは直鎖状 (CH3(CH2)6CH3) のn-オクタン（ノルマルオクタン、n-octane）であり、その融点は −60 ℃、沸点は 125 ℃。広義のオクタンは、C8H18 の分子式で表せるアルカンの各構造異性体をさす。
構造異性体のうち、3,4-ジメチルヘキサンはメソ体を持つ最小のアルカンである。2,2,4-トリメチルペンタン（イソオクタン）はガソリンのオクタン価の測定基準として使用される。